# Basketbal op de Olympische Zomerspelen 2008 (kwalificatie)

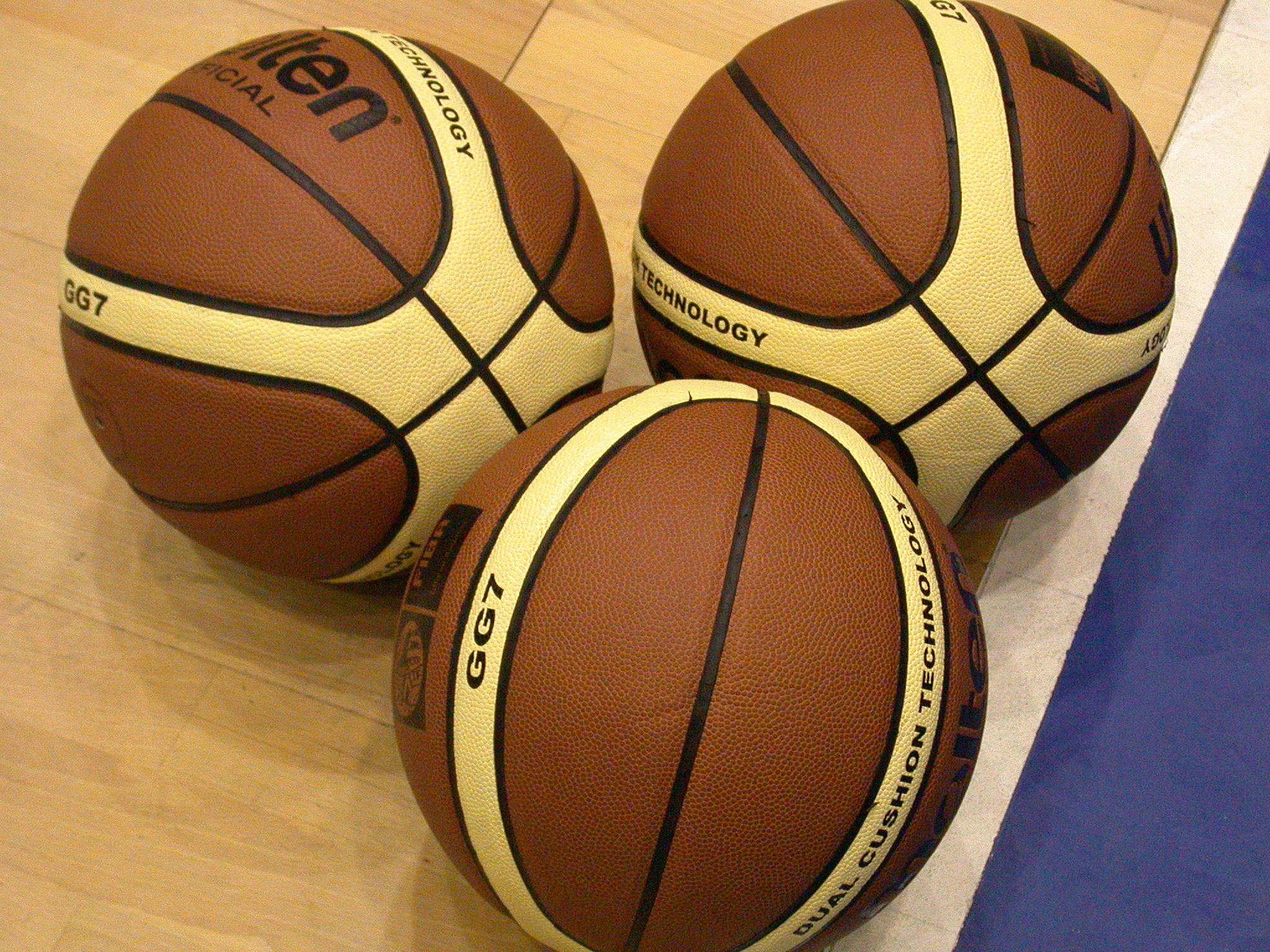

Deze pagina beschrijft de kwalificatie voor het basketbaltoernooi op de Olympische Zomerspelen 2008.

## Deelnemers
Er zullen in totaal 24 teams deelnemen aan de Spelen, waarvan 12 mannelijke en 12 vrouwelijke teams. Elk Nationaal Olympisch Comité mag maximaal één mannelijk en één vrouwelijk team afvaardigen aan de kwalificatietoernooien. De teams dienen uit 12 spelers te bestaan.

### Mannen
| Competitie                     | Datum                  | Locatie   | Plaatsen | Gekwalificeerd                |
| ------------------------------ | ---------------------- | --------- | -------- | ----------------------------- |
| Gastland                       | -                      | -         | 1        | China                         |
| Wereldkampioenschap 2006       | 19 aug. - 3 sept. 2006 | Japan     | 1        | Spanje                        |
| Afrikaans kampioenschap 2007   | 15-25 augustus 2007    | Angola    | 1        | Angola                        |
| Aziatisch kampioenschap 2007   | 28 juli - 5 aug. 2007  | Tokushima | 1        | Iran                          |
| Amerikaans kampioenschap 2007  | 22 aug. - 2 sept. 2007 | Las Vegas | 2        | Verenigde Staten Argentinië   |
| Europees kampioenschap 2007    | 3-16 september 2007    | Spanje    | 2        | Rusland Litouwen              |
| Oceanisch kampioenschap 2007   | 20-24 augustus 2007    | Australië | 1        | Australië                     |
| Olympisch kwalificatietoernooi | 14-20 juli 2008        | Athene    | 3        | Griekenland Kroatië Duitsland |
| TOTAAL                         |                        |           | 12       |                               |

Olympisch kwalificatietoernooi:
- Europa: 4 teams  Griekenland,  Duitsland,  Kroatië en  Slovenië
- Amerika: 3 teams  Puerto Rico,  Brazilië en  Canada
- Afrika: 2 teams  Kameroen en  Kaapverdië
- Azië: 2 teams  Libanon en  Zuid-Korea
- Oceanië: 1 team  Nieuw-Zeeland

### Vrouwen
| Competitie                     | Datum                  | Locatie  | Plaatsen | Gekwalificeerd                               |
| ------------------------------ | ---------------------- | -------- | -------- | -------------------------------------------- |
| Gastland                       | -                      | -        | 1        | China                                        |
| Wereldkampioenschap 2006       | 12-23 september 2006   | Brazilië | 1        | Australië                                    |
| Afrikaans kampioenschap 2007   | 21-30 september 2007   | Senegal  | 1        | Mali                                         |
| Aziatisch kampioenschap 2007   | 3-10 juni 2007         | Incheon  | 1        | Zuid-Korea                                   |
| Amerikaans kampioenschap 2007  | 23-30 september 2007   | Valdivia | 1        | Verenigde Staten                             |
| Europees kampioenschap 2007    | 24 sept. - 7 okt. 2007 | Italië   | 1        | Rusland                                      |
| Oceanisch kampioenschap 2007   | 26-29 september 2007   | Dunedin  | 1        | Nieuw-Zeeland                                |
| Olympisch kwalificatietoernooi | 9-15 juni 2008         | Madrid   | 5        | Brazilië Letland Spanje Tsjechië Wit-Rusland |
| TOTAAL                         |                        |          | 12       |                                              |

Olympisch kwalificatietoernooi (OKT):
- Europa: 4 teams  Spanje,  Wit-Rusland,  Letland en  Tsjechië
- Amerika: 3 teams  Cuba,  Brazilië en  Argentinië
- Afrika: 2 teams  Senegal en  Angola
- Azië: 2 teams  Japan en  Chinees Taipei
- Oceanië: 1 team  Fiji

## Kwalificatie Mannen
De huidige wereldkampioen, Spanje, kwalificeert zich door de FIBA WK 2006 te winnen.

### Uitslagen
Dit zijn de eindstanden van de verschillende Olympische kwalificatie toernooien. De locaties zijn als volgt, beginnend met de steden waar de afvalrondes zijn gespeeld:
- WK basketbal 2006: Saitama, Hiroshima, Hamamatsu, Sapporo, Sendai, Japan
- FIBA Afrikaanse Kampioenschappen 2007: Luanda, Benguela, Huambo, Lubango, Cabinda, Angola
- FIBA Amerikaanse Kampioenschappen 2007: Las Vegas, Verenigde Staten
- FIBA Aziatische Kampioenschappen 2007: Tokushima, Japan
- EuroBasket 2007: Madrid, Alicante, Granada, Palma de Mallorca, Sevilla, Spanje
- FIBA Oceanische Kampioenschappen 2007: Melbourne, Sydney, Boondall, Australië
- FIBA Wereld Olympisch Kwalificatie Toernooi 2008: Athene, Griekenland

| Plaats | Wereld                                                                                      | Afrika                        | Amerika's                   | Azië           | Europa                                   | Oceanië       | Wildcard |
| ------ | ------------------------------------------------------------------------------------------- | ----------------------------- | --------------------------- | -------------- | ---------------------------------------- | ------------- | -------- |
| 1e     | Spanje                                                                                      | Angola                        | Verenigde Staten            | Iran           | Rusland                                  | Australië     |          |
| 2e     | Griekenland                                                                                 | Kameroen                      | Argentinië                  | Libanon        | Spanje                                   | Nieuw-Zeeland |          |
| 3e     | Verenigde Staten                                                                            | Kaapverdië                    | Puerto Rico                 | Zuid-Korea     | Litouwen                                 |               |          |
| 4e     | Argentinië                                                                                  | Egypte                        | Brazilië                    | Kazachstan     | Griekenland                              |               |          |
| 5e     | Frankrijk                                                                                   | Nigeria                       | Canada                      | Jordanië       | Duitsland                                |               |          |
| 6e     | Turkije                                                                                     | Tunesië                       | Uruguay                     | Chinees Taipee | Kroatië                                  |               |          |
| 7e     | Litouwen                                                                                    | Centraal-Afrikaanse Republiek | Mexico                      | Qatar          | Slovenië                                 |               |          |
| 8e     | Duitsland                                                                                   | Ivoorkust                     | Venezuela                   | Japan          | Frankrijk                                |               |          |
| 9e     | Italië Angola Servië en Montenegro Slovenië Australië Nigeria China Nieuw-Zeeland 9e plaats | Senegal                       | Panama                      | Filipijnen     | Israël Italië Portugal Turkije 9e plaats |               |          |
| 10e    | Italië Angola Servië en Montenegro Slovenië Australië Nigeria China Nieuw-Zeeland 9e plaats | Marokko                       | Amerikaanse Maagdeneilanden | China          | Israël Italië Portugal Turkije 9e plaats |               |          |
| 11e    | Italië Angola Servië en Montenegro Slovenië Australië Nigeria China Nieuw-Zeeland 9e plaats | Mali                          |                             | Syrië          | Israël Italië Portugal Turkije 9e plaats |               |          |
| 12e    | Italië Angola Servië en Montenegro Slovenië Australië Nigeria China Nieuw-Zeeland 9e plaats | Rwanda                        |                             | Indonesië      | Israël Italië Portugal Turkije 9e plaats |               |          |
| 13e    | Italië Angola Servië en Montenegro Slovenië Australië Nigeria China Nieuw-Zeeland 9e plaats | Zuid-Afrika                   |                             | Hong Kong      | Tsjechië Letland Polen Servië 13e plaats |               |          |
| 14e    | Italië Angola Servië en Montenegro Slovenië Australië Nigeria China Nieuw-Zeeland 9e plaats | Mozambique                    |                             | Koeweit        | Tsjechië Letland Polen Servië 13e plaats |               |          |
| 15e    | Italië Angola Servië en Montenegro Slovenië Australië Nigeria China Nieuw-Zeeland 9e plaats | DR Congo                      |                             | India          | Tsjechië Letland Polen Servië 13e plaats |               |          |
| 16e    | Italië Angola Servië en Montenegro Slovenië Australië Nigeria China Nieuw-Zeeland 9e plaats | Liberia                       |                             | VAE            | Tsjechië Letland Polen Servië 13e plaats |               |          |
| 17e =  | Puerto Rico Libanon Brazilië Japan                                                          |                               |                             |                |                                          |               |          |
| 21e =  | Venezuela Senegal Panama Qatar                                                              |                               |                             |                |                                          |               |          |

#### FIBA Africa
DE FIBA Afrikaanse Kampioenschappen 2007 in Angola bepaalde FIBA Afrika's enige rechtstreekse gekwalificeerde voor de Spelen en twee wildcard deelnemers.
Het toernooi is opgebouwd uit een voorronde met 16 teams verdeeld in 4 groepen; de beste twee teams gaan door naar de afvalrondes (kwartfinales, halve finales en finale.)
Angola won het toernooi, door Kameroen te verslaan in de finale met 86-72. Kaapverdië versloeg Egypte met 53-51 en kreeg met Kameroen toegang tot het wildcardtoernooi.

#### FIBA Amerika's
De FIBA Amerikaanse Kampioenschappen 2007, gehouden in het Thomas & Mack Center in Las Vegas, Nevada bepaalde de twee teams die FIBA Amerika's gaan vertegenwoordigen op de Spelen.
Het toernooi is opgebouwd uit een voorronde van 10 teams verdeeld in 2 groepen; het laatste team van elke groep valt af voor de kwartfinales, waar de resultaten tussen groepsgenoten worden overgenomen. De beste vier teams gaan door naar de halve finales. Het team op de vijfde plaats kwalificeert zich voor de Spelen.
Gastheer Verenigde Staten domineerden in het toernooi en versloeg Argentinië met 118-81 in de finale. Puerto Rico en Brazilië, de andere halvefinalisten, en Canada, de vijfde plaats (eindigde gelijk op de vierde plaats in de kwartfinales, maar werd verslagen door Puerto Rico met 72-66 op de laatste dag van de kwartfinales, dus ging niet door) kwalificeerden zich voor het wildcardtoernooi.

#### FIBA Azië
China was automatisch gekwalificeerd. Het toernooi werd gehouden in Tokushima in Japan en is opgebouwd uit een voorronde van 16 teams verdeeld over vier groepen, waarvan de twee beste teams doorgaan naar de kwartfinales, waar ze verdeeld worden in twee groepen. De beste twee teams uit elke groep van de kwartfinales gaan door naar de halve finales en de finale.
China werd al vroeg in de voorrondes uitgeschakeld (hun slechtste prestatie op een Aziatisch Kampioenschap), wat het verhaal heel eenvoudig maakte: alleen de winnaar gaat door naar de Spelen. Iran versloeg Libanon met 74-69 in de finale en kwalificeerde zich dus.
 Korea versloeg Kazachstan met 80-76 en vergezelt Libanon in het Wildcardtoernooi.

#### FIBA Europa
Hoewel Spanje al geplaatst was, zonden ze toch hun "A"-team, aangezien Eurobasket 2007 in Spanje werd gehouden.
Het toernooi is opgedeeld in 5 rondes: de voorrondes bevatten 16 teams opgedeeld in 4 groepen, de 4 laatsten vallen af. De kwalificatieronde waar alle teams zijn verdeeld over 2 groepen, waar de eerste vier van elke groep doorgaan. Daarna volgens het afvalsysteem de kwartfinales, de halve finales en de finale.
Spanje bleef over tot in de finale, maar verloren daar van Rusland met 60-59, die zich kwalificeerden voor de Spelen. Welke teams de andere plaatsen zouden krijgen werd bepaald in de wedstrijd om de derde plaats, waar Litouwen Griekenland versloeg met 78-69. Griekenland, Duitsland, Kroatië en Slovenië gaan door naar het Wildcardtoernooi.

#### FIBA Oceanië
Omdat alleen Australië en Nieuw-Zeeland meededen aan de FIBA Oceanië Kampioenschappen 2007, werd de afgevaardigde bepaald door een best-of-three serie in Australië.
Australië won de eerste twee wedstrijden, waardoor de derde onnodig werd, maar welke werd gewonnen door de Tall Blacks. Nieuw-Zeeland kwalificeerde zich voor het Wildcardtoernooi.

### Kwalificatie via het wildcard toernooi
De laatste drie teams zullen bepaald worden op het FIBA Wereld Olympisch Kwalificatie Toernooi 2008, waar de beste, nog niet gekwalificeerde teams aan deelnemen. Elke zone heeft daar de volgende plaatsen te verdelen:
- FIBA Afrika: 2 teams
- FIBA Amerika's: 3 teams
- FIBA Azië: 2 teams
- FIBA Europa: 4 teams
- FIBA Oceanië: 1 team

## Kwalificatie Vrouwen
Het eerste kwalificatietoernooi was het WK basketbal voor vrouwen 2006 waarmee de kampioen gegarandeerd was van een ticket naar de Spelen. De daaropvolgende twee jaren werden verschillende regionale toernooien gehouden, en een dubbelrol hadden als continentale kampioenschappen, om te bepalen welke teams mochten deelnemen aan de Spelen van 2008 in Peking.

### Uitslagen
In totaal zullen 12 teams deelnemen aan de Spelen, elk NOC stuurt één team. Het gastland China kwalificeert zich automatisch.
Er zijn in totaal 5 regionale toernooien (met een dubbelrol als continentaal kampioenschap) gehouden, die de gekwalificeerde teams bepaalden, waarmee er 5 teams (de kampioenen) zich rechtstreeks geplaatst hebben.
Daarenboven plaatst de huidige wereldkampioen, Australië, zich automatisch door het WK basketbal voor vrouwen 2006 te winnen.
Dit zijn de eindstanden van de verschillende Olympische Kwalificatie Toernooien. De speelsteden zijn als volgt, met de stad waar de afvalrondes plaatsvonden als eerste:
- WK basketbal voor vrouwen 2006: São Paulo, Barueri, Brazilië
- FIBA Afrikaanse Kampioenschappen voor vrouwen 2007: Dakar, Thiès, Senegal
- FIBA Amerikaanse Kampioenschappen voor vrouwen 2007: Valdivia, Chili
- FIBA Aziatische Kampioenschappen voor vrouwen 2007: Incheon, Zuid-Korea
- EuroBasket Women 2007: Chieti, Vasto, Lanciano, Ortona, Italië
- FIBA Oceanische Kampioenschappen voor vrouwen 2007: Dunedin, Nieuw-Zeeland
- FIBA Wereld Olympisch Kwalificatie Toernooi voor vrouwen 2008: Madrid, Spanje

| Plaats | Wereld         | Afrika     | Amerika's  | Azië           | Europa                                         | Oceanië       | Wildcard |
| ------ | -------------- | ---------- | ---------- | -------------- | ---------------------------------------------- | ------------- | -------- |
| 1e     | Australië      | Mali       | VS         | Zuid-Korea     | Rusland                                        | Australië     |          |
| 2e     | Rusland        | Senegal    | Cuba       | China          | Spanje                                         | Nieuw-Zeeland |          |
| 3e     | VS             | Angola     | Brazilië   | Japan          | Wit-Rusland                                    | Fiji          |          |
| 4e     | Brazilië       | Mozambique | Argentinië | Chinees Taipei | Letland                                        |               |          |
| 5e     | Frankrijk      | Nigeria    | Canada     | Thailand       | Tsjechië                                       |               |          |
| 6e     | Litouwen       | Kameroen   | Chili      | Maleisië       | Litouwen                                       |               |          |
| 7e     | Tsjechië       | DR Congo   | Mexico     | India          | België                                         |               |          |
| 8e     | Spanje         | Ivoorkust  | Jamaica    | Hong Kong      | Frankrijk                                      |               |          |
| 9e     | Argentinië     | Kaapverdië |            | Oezbekistan    | Turkije Duitsland Italië Servië 9e plaats      |               |          |
| 10e    | Canada         | Madagaskar |            | Vietnam        | Turkije Duitsland Italië Servië 9e plaats      |               |          |
| 11e    | Cuba           | Tunesië    |            | Singapore      | Turkije Duitsland Italië Servië 9e plaats      |               |          |
| 12e    | China          | Kenia      |            | Sri Lanka      | Turkije Duitsland Italië Servië 9e plaats      |               |          |
| 13e    | Zuid-Korea     |            |            |                | Israël Roemenië Griekenland Kroatië 13e plaats |               |          |
| 14e    | Chinees Taipei |            |            |                | Israël Roemenië Griekenland Kroatië 13e plaats |               |          |
| 15e    | Senegal        |            |            |                | Israël Roemenië Griekenland Kroatië 13e plaats |               |          |
| 16e    | Nigeria        |            |            |                | Israël Roemenië Griekenland Kroatië 13e plaats |               |          |

De overige vijf teams zullen bepaald worden op het FIBA Wereld Olympisch Kwalificatie Toernooi voor Vrouwen 2008 waar de beste, nog niet geplaatste teams aan deelnemen. Elke zone heeft daar de volgende plaatsen te verdelen:
- FIBA Afrika: 2 teams
- FIBA Amerika's: 3 teams
- FIBA Azië: 2 teams
- FIBA Europa: 4 teams
- FIBA Oceanië: 1 team

## Voetnoten
1. ↑  SEN - Ndoye delivers post-mortem FIBA.com
2. 1 2 3 4  PR Nº 48 - Nine teams book their place for Beijing 2008 FIBA.com
3. ↑  United States 118 vs. Argentina 81 FIBA.com
4. ↑  IRN/LIB - It's Iraaaaaan! FIBA.com
5. ↑  ESP/RUS - Kirilenko, Holden snatch gold for Russia FIBA.com
6. ↑  AUS - Australia beat Tall Blacks again, reach Beijing FIBA.com

Atletiek · 
Badminton · 
Basketbal · 
Boksen · 
Boogschieten · 
Gewichtheffen ·
Gymnastiek · 
Handbal · 
Hockey · 
Honkbal · 
Judo · 
Kanovaren · 
Moderne vijfkamp · 
Paardensport · 
Roeien ·
Schermen · 
Schietsport ·
Schoonspringen ·
Softbal ·
Synchroonzwemmen ·
Taekwondo ·
Tafeltennis ·
Tennis ·
Triatlon ·
Voetbal · 
Volleybal ·
Waterpolo ·
Wielersport · 
Worstelen ·
Zeilen ·
Zwemmen